# ムラタ・エレクトロニクス (フィンランド)
ムラタ・エレクトロニクス (Murata Electronics Oy) は、フィンランドに本社を置く電気機器メーカー。3D-MEMS技術に基づくセンサなどの開発・製造を行う。村田製作所のヨーロッパ現地法人 Murata Electronics Europe の100%子会社である。フィンランドの国営研究機関が開発した技術を出発点とした企業であり、数度のオーナー変更で投資ファンドの所有となっていたが、ファンド側の打診により2011年に村田製作所に買収された。

## 沿革
- 1973年 - 3D-MEMSの研究を開始。
- 1991年 - VTI Technologies Oy設立。
- 1994年 - 医療用電子部品事業開始。
- 1995年 - BREEDテクノロジー（現：Key Safety Systems）により買収される。
- 1998年 - フィンランドに半導体製造工場を新設。
- 2005年 - フィンランドの生産設備増強。
- 2007年 - 村田製作所との取引を開始[2]。
- 2011年10月11日 - 村田製作所との間で株式売買契約締結[3]。
- 2012年1月31日 - 村田製作所の欧州現地法人である Murata Electronics Europe B.V. の完全子会社となる[4]。
- 2012年5月25日 - VTIテクノロジー（VTI Technologies Oy）からムラタ・エレクトロニクス （Murata Electronics Oy）に社名変更[5]。村田製作所側は「VTI」の名称を残すことを考えていたが、この社名変更はVTI側からの申し入れによるものであった[2]。

## 主な製品
3D-MEMS技術を使用した加速度センサ、傾斜センサ、圧力センサなどを製造。自動車、医療用電子機器、携帯電子機器、産業機械、航空計器などに応用される。

## 事業所
- ヴァンター（フィンランド）
- フランクフルト（ドイツ）
- パサデナ（アメリカ合衆国）
- 北京（中国）
- 東京（日本）